# Rudolf Kirchschläger
Rudolf Kirchschläger GColIH ( [ˈʀuːdɔlf ˈkɪʁçˌʃlɛːɡɐ] (ajuda·info); Niederkappel, 20 de março de 1915 – Viena, 30 de março de 2000) foi presidente da Áustria, de 8 de julho de 1974 a 8 de julho de 1986.
A 18 de abril de 1984 foi agraciado com o Grande-Colar da Ordem do Infante D. Henrique de Portugal.